# بدون پشیمانی
بدون پشیمانی (به انگلیسی: Without Remorse) یک فیلم اکشن آمریکایی محصول سال ۲۰۲۱ به کارگردانی استفانو سولیما نوشته شده توسط تیلور شریدان است. این فیلم براساس رمانی به همین نام ساخته تام کلنسی در سال ۱۹۹۳ و اسپین آف مجموعه فیلم‌های جک رایان ساخته شده‌است. مایکل بی.جردن، جیمی بل، جودی ترنر-اسمیت، لوک میچل، جیکوب اسکیپیو، جک کسی، برت گلمن، کولمن دومینگو و گای پیرس از بازیگران اصلی این فیلم هستند. در خلاصه داستان این فیلم آمده‌است که جان کلی، یک سرباز نیروی دریایی ایالات متحده که پس از کشته شدن همسر باردار و اعضای واحدش توسط قاتل‌های روسی، در مسیر انتقام قرار می‌گیرد.
در ابتدا قرار بود این فیلم توسط پارامونت پیکچرز تولید و برای اکران نمایشی آماده شد، ولی به دلیل دنیاگیری کووید-۱۹، کمپانی آمازون استودیوز این حق را به دست آورد در تاریخ ۳۰ آوریل ۲۰۲۱ در پرایم ویدئو منتشر شد.

## داستان کلی
یک سرباز برجستهٔ نیروی دریایی آمریکا به‌نام جان کلی که شخصیتی برگرفته از کاراکتر جان کلارک که یکی از بهترین کاراکترهای جهان داستانی جک رایان نوشتهٔ تام کلنسی است، در حالی‌که به‌دنبال گرفتن برقراری عدالت برای قاتلان همسر باردارش است، یک توطئهٔ بین‌المللی را کشف می‌کند. هنگامی‌که گروهی از سربازان روسی، به‌خاطر نقش جان در عملیاتی مخفی همسر او را به قتل می‌رسانند، جان کلی به‌هر قیمتی که شده به تعقیب قاتلان می‌پردازد. پس از پیوستن همکارش (با بازی جودی ترنر-اسمیث) و یک مأمور مخفی سیا (با بازی جیمی بل) به او برای یافتن این قاتلان، آن‌ها به‌طور اتفاقی با توطئه‌ای بین‌المللی روبرو می‌شوند که قادر است باعث شعله‌ور شدن جنگی میان ایالات متحدهٔ آمریکا و روسیه شود. جان که بین دو راهی هدف شخصی و وفاداری به کشورش گیر کرده‌است، باید هم‌زمان علاوه‌بر جستجوی قاتلان، بدون هیچ رحم و مروتی با دشمنان کشورش نیز مبارزه کند.

## تولید
فیلمبرداری از ۲۵ اکتبر ۲۰۱۹ در برلین برخی از فیلمبرداری‌ها از ۱۹ دسامبر در حوالی واشینگتن، دی.سی. آغاز شد. این فیلم فیلمبرداری در لس آنجلس در ۱۹ اکتبر سال ۲۰۲۰ به پایان رساند.

## دنباله
در سپتامبر ۲۰۱۸، مایکل بی.جردن اعلام کرد که در یک فیلم سینمایی دو قسمتی نقش جان کلارک را بازی می‌کند و Rainbow Six به عنوان دنباله در نظر گرفته شده برای این فیلم است.